# Drown in Darkness - The Early Demos
Drown in Darkness - The Early Demos è una compilation pubblicata dai Paradise Lost nel 2009 che raccoglie brani contenuti nei primi demo della band.

## Tracce
1. Drown in Darkness – 4:38
2. Internal Torment – 5:05
3. Morbid Existence – 2:38
4. Paradise Lost – 5:24
5. Internal Torment – 5:40
6. Frozen Illusion – 5:16
7. Internal Torment (live) – 4:40
8. Our Saviour (live) – 5:56
9. Plains of Desolation (live) – 4:10
10. Drown in Darkness (live) – 4:37
11. Paradise Lost (live) – 5:34
12. Nuclear Abomination (live) – 3:48

## Formazione
- Nick Holmes - voce
- Gregor Mackintosh - chitarra
- Aaron Aedy - chitarra
- Steve Edmondson - basso
- Matthew Archer - batteria